# ریچارد نیزیلسکی
ریچارد نیزیلسکی (انگلیسی: Richard Nizielski؛ زادهٔ ۲۷ ژوئیهٔ ۱۹۶۸) اسکیت‌باز سرعت اهل بریتانیا است.